# مكونات لاأحيائية

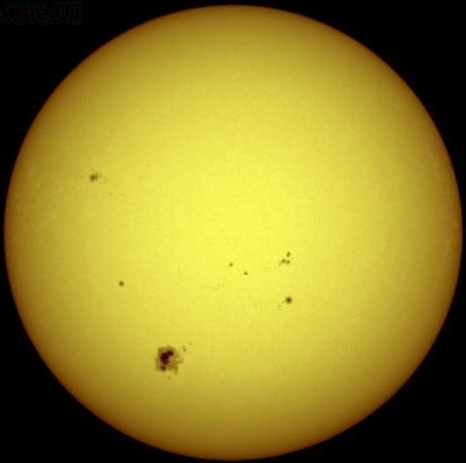

مكونات لاأحيائية أو وسط لاحياتى (بالإنجليزية: abiotic components)‏ علم الأحياء والبيئة الطبيعية وهي تجمع بين مكونات كيميائية غير حية وأشياء طبيعية في البيئة يكون لها تأثير على الكائنات الحية والنظام البيئي. تؤثر تلك العوامل مع ظواهر أخرى على البيئة.
من الممكن تصنيف العوامل اللاأحيائية إلى: ماء، تربة، هواء، درجة الحرارة وضوء الشمس.

## امثلة
في علم الاحياء، العوامل اللاأحيائية تحوي من ضمن أشياء أخرى التالي: الماء والضوء، والأشعة، ودرجة الحرارة، ونسبة الرطوبة، والهواء والتربة. ويؤثر المناخ على تلك العوامل أو المكونات. وقد نعتبر الضغط والصوت أيضا من المكونات اللاأحيائية بالنسبة إلى الحياة البحرية.
كل تلك العوامل لها تأثير مختلف على أي كائن حي بدرجة مختلفة. فإذا كان ضوء الشمس ضعيفا أو غير موجودا فإن النباتات قد تموت حيث تفقد قدرتها على التمثيل الضوئي. وبعض البكتيريا المسماة أركيا تحتاج إلى درجات حرارة عالية وضغط عالي أو تركيز مرتفع لبعض الكيماويات مثل الكبريت لأنها نشأت وتخصصت في تلك الظروف.
بعض أنواع الفطريات تستطيع العيش في حرارة ورطوبة وظروف غير معتادة لنا، ولكنها ظروف معتادة في بيئتها. (أنظر خضربيات و.. بكتيريا كبريت أرجوانية)

## اقرأ أيضا
- مكونات أحيائية
- بيئة طبيعية
- نمط حياتي
- بكتيريا قديمة
- فوهة مائية حرارية